# Jay McShann
Jay McShann (eredeti nevén James Columbus McShann (Muskogee, Oklahoma, 1916. január 12. – Kansas City, Missouri, 2006. december 7.) amerikai autodidakta dzsessz-zongorista, zenekarvezető. Kansas Cityben az ő zenekarában szerepelt – többek között – Charlie Parker, Bernard Anderson, Ben Webster, és Walter Brown.
McShann Walter Brown énekessel az 1940-es évek elején írt Confessin' the Blues című dalát a Rolling Stones is lemezre vette 1964-ben. 

## Életpályája
McShann az oklahoma-beli Muskogee-ban született. Beceneve Hootie volt. Zenei fejlődésére nagy hatással volt Earl Hines, akinek késő esténként a chicagói Grand Terrace Caféból rádión közvetített zenéjét McShann az ágyban hallgatta. 1931-ben kezdett hivatásos zenészként dolgozni; Tulsában (Oklahoma) és a szomszédos  Arkansas államban lépett fel.
1936-ban a Missouri-állambeli Kansas Citybe költözött és megalapította saját big bandjét, amelyben olyanok játszottak, mint Charlie Parker (1937–42), Al Hibbler, Ben Webster, Paul Quinichette, Bernard Anderson, Gene Ramey, Jimmy Coe vagy Gus Johnson (1938–43), Harold "Doc" West, Earl Coleman, Walter Brown, valamint Jimmy Witherspoon, többek között. Első lemezfelvételei Charlie Parkerrel készültek the Jay McShann Orchestra nevű zenekarával, 1940. augusztus 9-én. 
A zenekar a swing mellett  bluest is játszott; legnépszerűbb száma a  "Confessin' the Blues" volt. A zenekar feloszlott, amikor McShannt behívták katonának 1944-ben. 
A második világháború után McShann kisebb együttesekkel lépett fel. Frontembere Jimmy Witherspoon énekes lett, akivel 1945-től több lemezfelvételt készített. Jelentős sikere lett 1949-ben Ain't Nobody's Business című felvételüknek. McShann együttesében játszott ebben az időszakban – többek között –  Ben Webster. 1955-ben McShann modern rhythm and blues sikere volt a Hands Off" című felvétel, amelyen Priscilla Bowman énekelt. 
McShann jól ismert zongorista volt, ám énekesként csak az 1960-as évek végén lett népszerű, különösen  Claude Williams hegedűssel készített felvételei alapján. 
McShann egészen az 1990-es évek végéig turnézott. Legutolsó lemezfelvételét, a a Hootie Bluest 61 esztendei lemezfelvételi karrierje végén, 2001 februárjában készítette el.
McShann 2006. december 7-én halt meg Kansas Cityben (Missouri), 90 éves korában. Túlélte őt 30 éven át hű társa, Thelma Adams (más néven Marie McShann). valamit három lánya.

## Díjai, elismerései
- Member, Oklahoma Music Hall of Fame, 1998
- Member, Blues Hall of Fame
- Member, Oklahoma Jazz Hall of Fame, 1989
- Pioneer Award,  Rhythm and Blues Foundation
- Grammy nomination, Best Large Jazz Ensemble Performance, Paris All-Star Blues (A Tribute to Charlie Parker), 1991
- Grammy nomination, Best Traditional Blues Album, Goin' to Kansas City, 2003

## Diszkográfiája
- 1954: Kansas City Memories, Jay McShann Orchestra, with Charlie Parker, Walter Brown, Al Hibbler and Paul Quinichette (Decca)[13][14]
- 1968: New York – 1208 Miles (1941–1943) ([Decca])
- 1979: The Big Apple Bash (Atlantic Records)[15]
- 1992: The Missouri Connection (Reservoir) (John Hicks zongoristával)

## Külső hivatkozások
- Free MIDI sequences of five piano solos published by Jay McShann in 1942 : "Confessin' the Blues", "Dexter Blues", "Vine Street Boogie", "Hootie Blues", and "Jumpin' the Blues"
- Interview with Jay McShann for the NAMM (National Association of Music Merchants) Oral History Program October 11, 2005